# Svinařov (Slabce)
Svinařov je vesnice, část městyse Slabce v okrese Rakovník ve Středočeském kraji.

## Historie
První písemná zmínka o Svinařově pochází z roku 1360. V roce 1410 vesnice patřila ke krakoveckému panství, které tehdy koupil Jindřich Lefl z Lažan.

## Obyvatelstvo
| Rok            | 1869 | 1880 | 1890 | 1900 | 1910 | 1921 | 1930 | 1950 | 1961 | 1970 | 1980 | 1991 | 2001 | 2011 | 2021 |
| -------------- | ---- | ---- | ---- | ---- | ---- | ---- | ---- | ---- | ---- | ---- | ---- | ---- | ---- | ---- | ---- |
| Počet obyvatel | 253  | 223  | 228  | 204  | 193  | 178  | 170  | 133  | 113  | 76   | 65   | 47   | 56   | 43   | 39   |
| Počet domů     | 32   | 32   | 35   | 35   | 35   | 35   | 35   | 36   | 31   | 27   | 24   | 26   | 27   | 28   | 28   |

## Obecní správa
Při sčítání lidu v letech 1850–1878 Svinařov byl osadou městyse Slabce v okrese Rakovník. V letech 1878–1979 byl samostatnou obcí v okrese Rakovník. Od 1. ledna 1980 je opět částí městyse Slabce v okrese Rakovník.

## Pamětihodnosti
- Na návsi se nachází kaple svatého Prokopa z druhé poloviny 18. století, která byla vystavěna na náklady zdejších občanů s finanční podporou Alexe prince von Croÿ. Před kaplí se nachází památník obětem první světové války z roku 1917.
- Mezi Svinařovem a Rousínovem se nachází starý židovský hřbitov.
- Socha Panny Marie z roku 1896
- Holých kříž z roku 1849, věnovaný k oslavě konce roboty

## Rodáci
- František Zuska (1887–1955), malíř, sochař, medailér, výtvarný pedagog

## Další fotografie

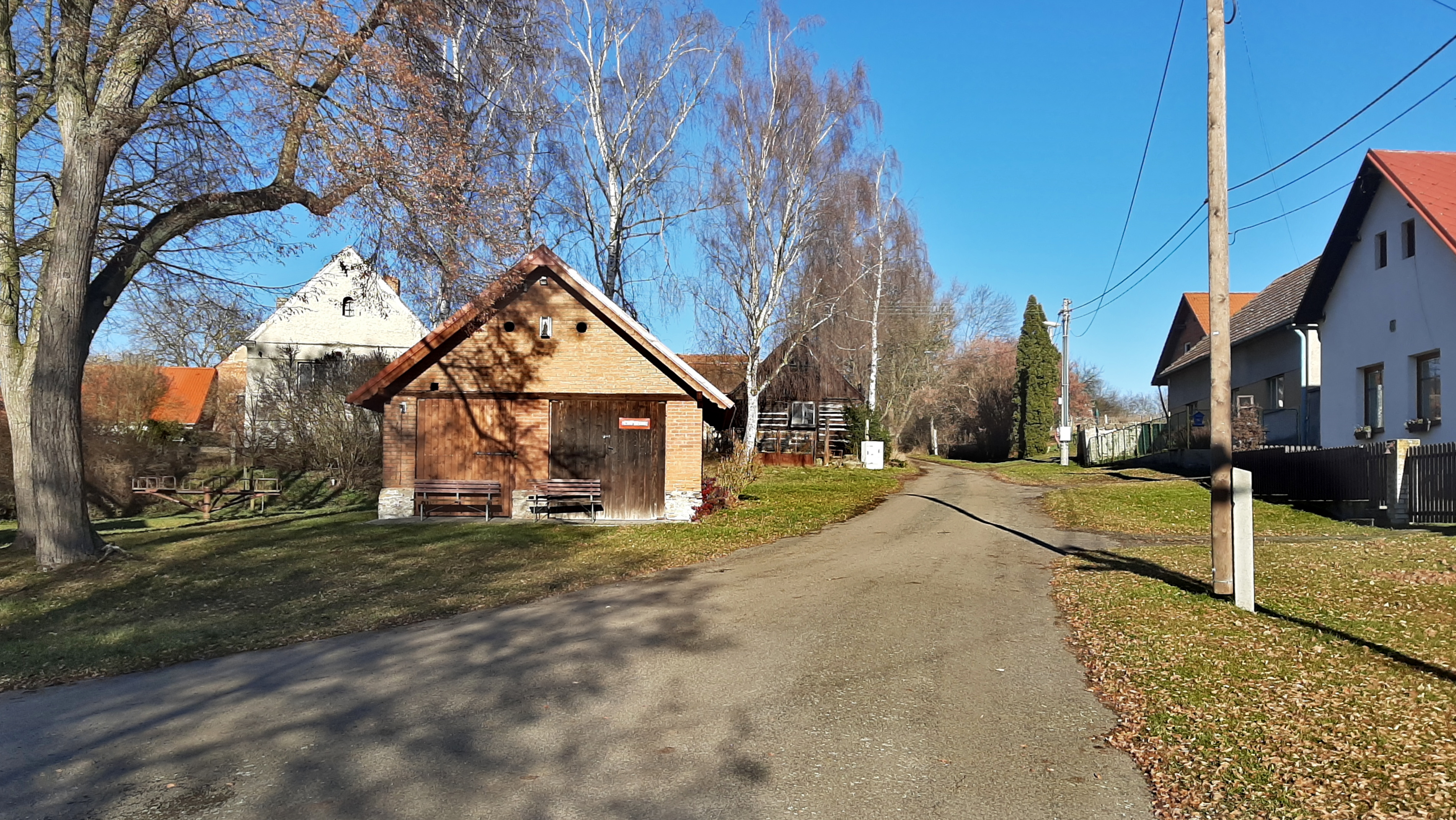
Náves
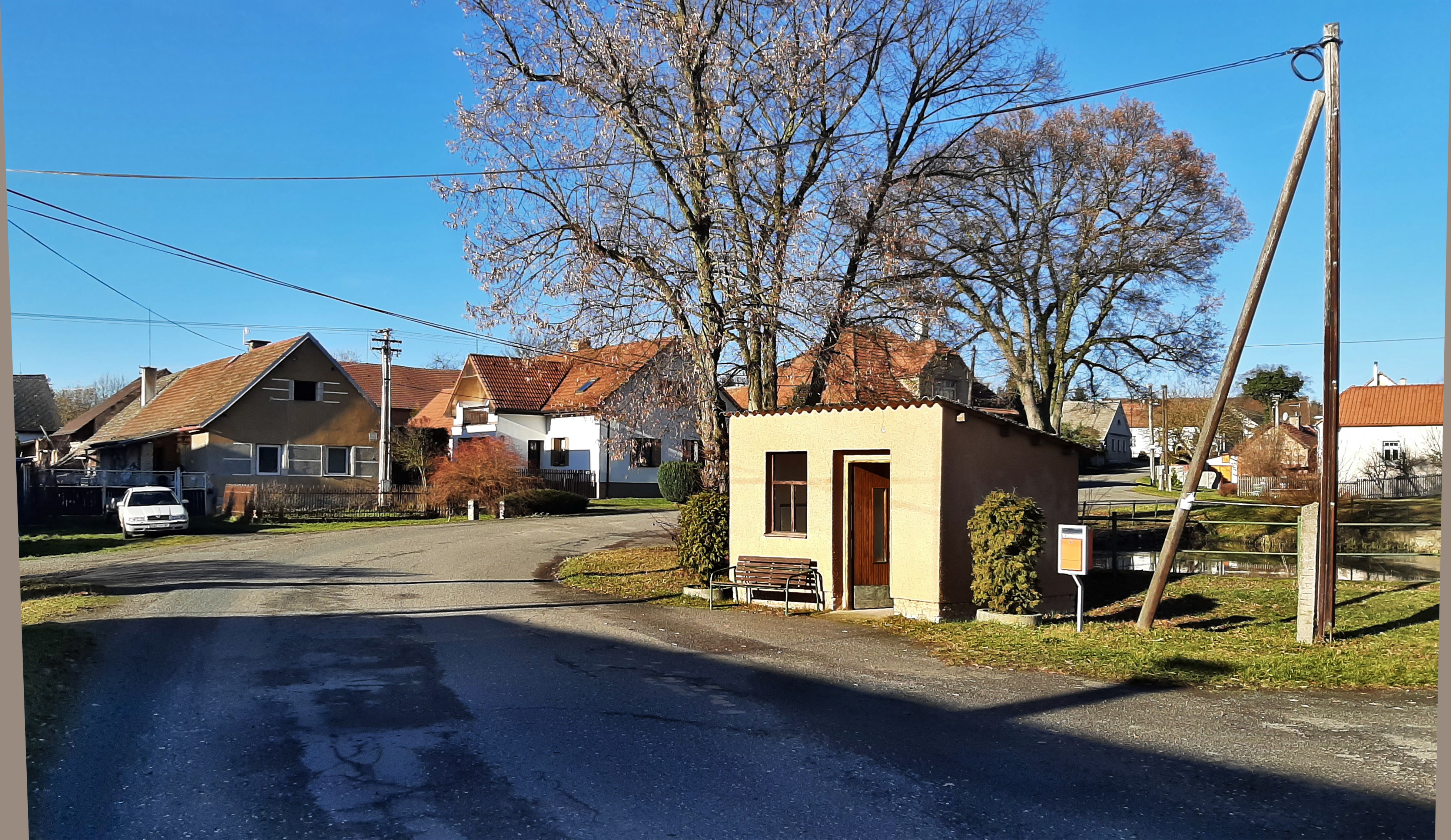
Zastávka
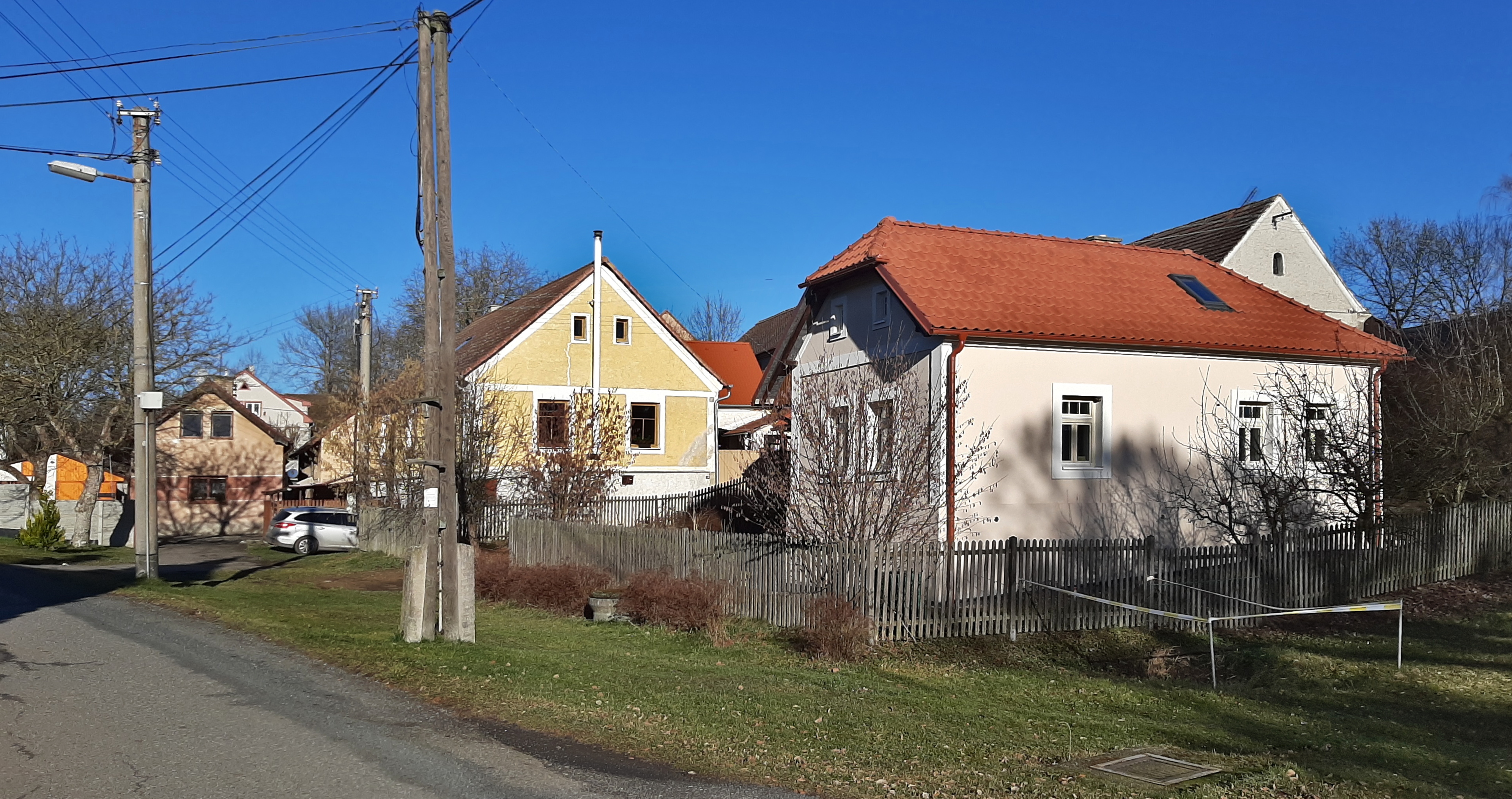
Severní část vesnice
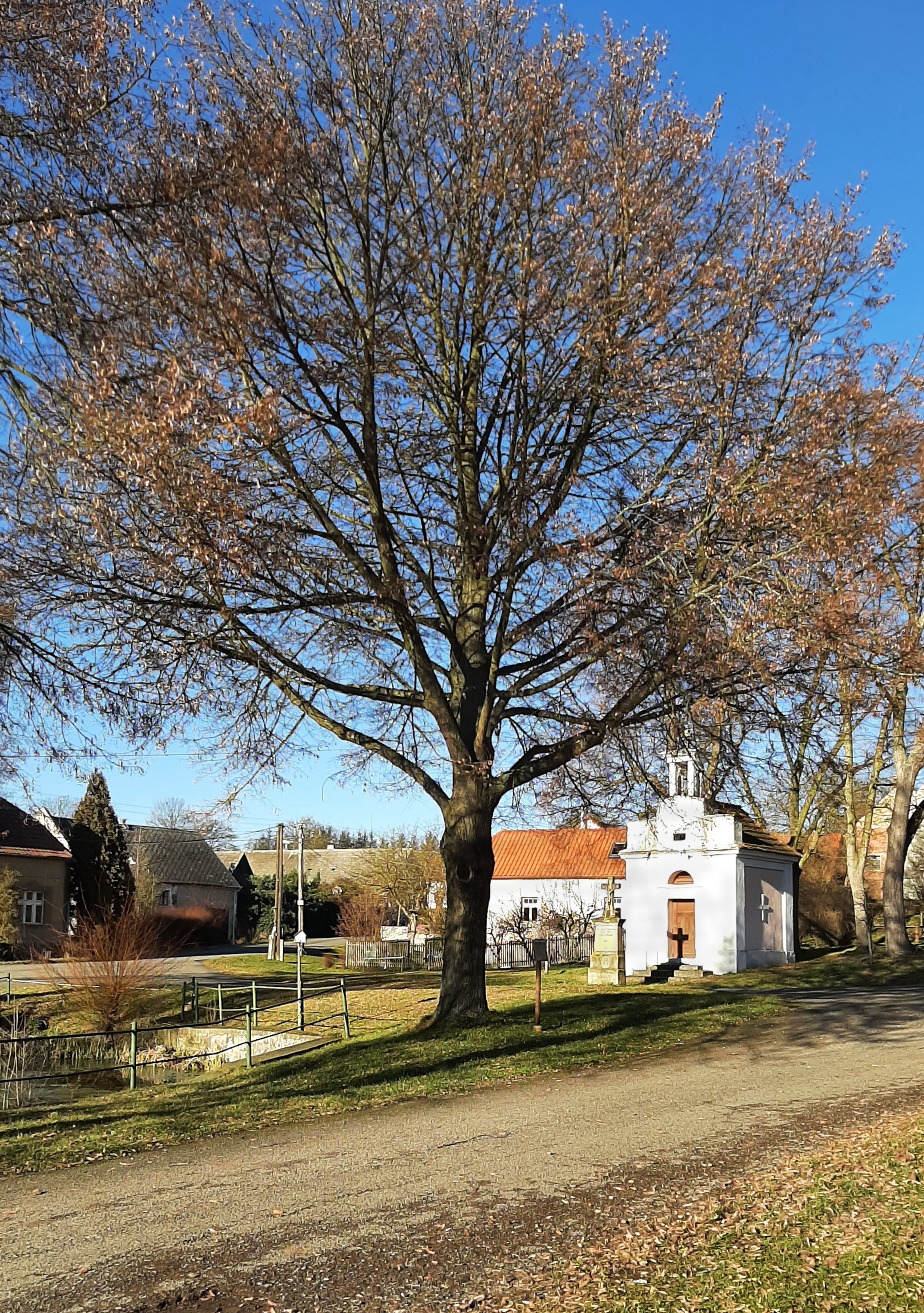
Lípa svobody z roku 1968